# Swarupananda Saraswati
 (juillet 2015).
Swami Swarupananda Saraswati (en hindi : स्वरूपानंद सरस्वती ; né Pothiram Upadhyay le 2 septembre 1924 dans le district de Seoni (Raj britannique) et mort le 11 septembre 2022 à Narsinghpur (Madhya Pradesh)) est une figure religieuse indienne contemporaine dans le lignage d'Adi Shankara.

## Biographie

### Enfance
Le futur Swami Swarupananda Saraswati est originaire du village de Dighori dans le district de Sivani dans l’actuel État du Madhya Pradesh. Ses parents étaient des brahmanes qui s’appelaient Dhanapati Upadhaya et Shrimati Girija Devi. Ils le nommèrent Pothirama.

### Années de formation
Pothirama s’engagea très vite dans la recherche de libération (moksha). Son premier maitre fut Swami Muktananda. Il alla ensuite étudier dans la ville sainte de Bénarès.
Son engagement dans le mouvement pour l’indépendance lui valut d’être emprisonné deux fois par les Britanniques, dans une prison de Bénarès durant 9 mois et à Narsinguptar durant 6 mois.
Pendant cette période, Pothirama rencontra aussi plusieurs grands gurus hindous. Pendant 4 ans, il fut le disciple d’Uriya Baba, un advaitin renommé pour son ascétisme. Pothirama pratiqua lui-même des ascèses dans les forêts du Madhya Pradesh, près de la ville actuelle de Gotegaon.
Le 31 décembre 1949, Pothirama prit sannyasa à Calcutta auprès de Brahmananda Saraswati, le Shankaracharya de Jyothishpitha. Il visita par ailleurs l'ashram de Ramana Maharshi.
À la mort de Brahmananda Saraswati en 1953, Swarupananda Saraswati devient le disciple de Swami Karpatri, le principal disciple de Brahmananda. Ce dernier lui fit étudier les shastras et lui transmit l’initiation intégrale à la Sri Vidya. Swami Karpatri était aussi engagé politiquement et Swarupananda Saraswati devient le premier président Rama Rajya Parishad, un parti politique traditionaliste fondé en 1950 par Swami Karpatri.

### Le Shankaracharya de Jyothishpitha et de Dwarka
En 1973, à la mort du successeur de Brahmananda Saraswati, Swarupananda Saraswati devient Shankaracharya de Jyothishpitha. En 1983, il fut établi Shankaracharya de Dwarka. Il devint ainsi le premier Shankaracharya à la tête de deux mathas,.

### Controverses
Comme Swami Karpatri, Swami Swarupananda Saraswati s'est opposé aux nationalistes hindous, notamment sur la question du sanctuaire d'Ayodhya.
En 2014, il a aussi critiqué le culte rendu par certains hindous au saint hindo-musulman Shirdi Sai Baba.
Le 5 mai 2015, après 26 ans de contestation, la justice indienne a reconnu Swami Swarupananda Saraswati comme le seul Shankacharya légitime de Jyothishpitha à Joshimath en Uttarakhand.